# クリスチアーノ・ダ・マッタ
クリスチアーノ・モンテイロ・ダ・マッタ（Cristiano Monteiro da Matta, 1973年9月19日 - ）は、ブラジル・ベロオリゾンテ出身の元レーシングドライバー。
2002年のCARTチャンピオンで、2003年から2シーズンはF1世界選手権に参戦した。

## プロフィール

### 生い立ち
父・トニーニョ・ダ・マッタはブラジルで14度のツーリングカー・チャンピオンに輝いたレーシングドライバーであり、その息子として生まれた。
ダ・マッタは16歳でカートレースにデビューする。この時から有名な父親のヘルメットとほぼ同じデザインのヘルメットを着用し、以後トレードマークでもある。カートですぐにトップクラスの能力を見せ、数々の勝利を得る。その後、1993年にブラジルフォーミュラ・フォードで四輪レースに転向、初年度に9レース中4勝の実績を挙げる。1994年にブラジルF3選手権にステップアップすると、ここでも4勝を挙げ年間チャンピオンを獲得する。

### イギリス・フォーミュラ3
1995年よりイギリスに渡り、ウエストサリー・レーシングに加入しイギリスF3選手権にフル参戦した。このシーズンのイギリスF3選手権はオリバー・ギャビン、ラルフ・ファーマン、エリオ・カストロネベス、マルク・ジェネ、ジェレミー・デュフォアなど実力者が揃っていた中、開幕戦での2位獲得、第10戦オウルトン・パークでの優勝など欧州での順応を見たF3000チームから誘いを受け、翌年の国際F3000シートの獲得に成功する。

### 国際フォーミュラ3000
1996年の国際F3000選手権はシャシーがワンメイク化された初年度であったが、所属したパシフィック・レーシングは前年までF1プロジェクトを行っておりF3000でのノウハウがなく、このローラ・シャシーの扱いに苦労した。ダ・マッタは高い完走率でチームメイトのパトリック・レマーリエに対しては予選・決勝とも完勝したが、シーズン最高成績は4位で表彰台に立つことが出来ず、ランキングは9位となった（レマーリエは15位）。アメリカのブライアン・スチュワート・レーシングから良い体制のオファーが届いたことにより、この年で一旦ヨーロッパでの参戦を休止して北米大陸での新たな活路を求めた。

### アメリカン・オープンホイール
1997年より、アメリカでインディライツシリーズに参戦、年間3勝を挙げルーキー・オブ・ザ・イヤーを獲得する。1998年には同シリーズで7勝をあげてチャンピオンを獲得すると、1999年からのCARTへのステップアップが決まりトヨタエンジンを搭載したアルシエロ＝ウェルズ・レーシングへの加入が発表された。CARTでは2年目の2000年第12戦シカゴランド・スピードウェイで初優勝を挙げる。この初優勝はオーバルトラックでの達成となった。2001年にトヨタ陣営となっていた名門ニューマン・ハース・レーシングへ移籍すると、その初戦である開幕戦モントレーで優勝。2002年にシーズン7回の優勝を挙げCARTシリーズチャンピオンに輝いた。

### フォーミュラ1
CARTでトヨタエンジン搭載車にタイトルをもたらしたダ・マッタの活躍により、同年よりF1参戦を開始していたトヨタがダ・マッタのF1移籍のため翌年以降のニューマン・ハースとの契約を調整、ダ・マッタはトヨタよりF1に参戦することとなる。チームメイトはオリビエ・パニス。2003年のイギリスGPではレース中コースへの闖入者が現れたことによりセーフティカーが導入され、直前にピットインをしていたダ・マッタは13周目、同僚のパニスとの1-2走行を果たす。16周目でパニスはキミ・ライコネンに2位を譲りダ・マッタも間もなくライコネンに追いつかれるが、その後のライコネンの激しいアタックにもミスを犯さず30周目にピットインするまでレースをリードし続け、『CARTのアイスマン』健在を示した(結果は7位入賞)。予選が雨により混乱していた日本GPでは予選3位を得るなど、シーズンを通しては4回の入賞を果たし、ベテランのパニスを上回りランキング10位を獲得。ルーキー・オブ・ザ・イヤーを獲得した。
しかし、2004年にトヨタのマシンは競争力を落とし、その中でダ・マッタはテクニカルディレクターのマイク・ガスコインとの関係を悪化させ、第12戦ドイツGP終了後にリザーブドライバーのリカルド・ゾンタと交代することが発表されF1を去った。17年が経過した2021年、ダ・マッタは当時の状況を告白し、「ガスコインはトヨタに加入してから大金を稼いでいたが、彼がチームで新しく試みたことで何かが良くなったことなど無く、事態を悪化させてばかりだった。異議を唱えていた僕は不満分子とみなされてトヨタから放出されたけど、そのあと結局ガスコインもトヨタから解任された。インディに僕が戻ったあと、トヨタのシャツを着た人間がやってきて『ダ・マッタさん、私はトヨタを代表してやってきました。あなたがトヨタF1で訴えていたことは正しかったです。』と言われた。その言葉はずいぶんと時間が経っていたが、僕の仕事に対して敬意を払ってくれたことはうれしかったよ。」と証言している。

### チャンプカーへ復帰
2005年は再びアメリカに戻り、チャンプカーシリーズにPKVレーシングから参戦、第4戦ポートランドでPKVにとってのチーム初優勝をもたらした。2006年のシリーズ開始直前に下位チームながら立て直しを図るチームオーナー、デイル・コインが率いるDale Coyneレーシングへの移籍を発表した。
2006年8月3日のロードアメリカ（エルクハート・レイク）でのテスト走行中、ターン6内に進入したシカと激突。右フロントタイヤで撥ねられたシカがコクピット側に飛びダ・マッタの頭部に命中。一時意識不明となり、硬膜下血腫を取り除く手術を受けた。
1年10ヶ月のリハビリ及び休養ののち、2008年5月にラグナ・セカで行われたグランダム・シリーズにて復帰を果たした。

## レース戦績
- 1997年 インディライツ(チーム:Brian Stewart Racing)(マシン:)ルーキー・オブ・ザ・イヤー
- 1998年 インディライツ(チーム:Tasman Motorsports)(マシン:ローラB99/30ビューイック)チャンピオン
- 1999年 CART(チーム:Arciero-Wells Racing)(マシン:)
- 2000年 CART
- 2001年 CART(チーム：Newman=Hass)
- 2002年 CART(チーム:ニューマン ハース)(マシン:ローラB2/00トヨタ)チャンピオン
- 2003年 F1(チーム:トヨタ(TOYOTA))(マシン:トヨタTF103)
- 2004年 F1(チーム:トヨタ(TOYOTA))(マシン:トヨタTF104)
- 2005年 CCWSチャンプカー・ワールドシリーズ参戦(チーム：PKVレーシング)
- 2006年 CCWS(チーム：Dale Coyneレーシング)
- 2006年 CCWS(チーム：RuSPORT)

### イギリス・フォーミュラ3選手権
| 年     | チーム                     | シャシー     | エンジン    | クラス | 1      | 2      | 3        | 4        | 5       | 6       | 7       | 8       | 9       | 10    | 11     | 12     | 13      | 14       | 15     | 16     | 17     | 18      | 順位 | ポイント |
| ------ | -------------------------- | ------------ | ----------- | ------ | ------ | ------ | -------- | -------- | ------- | ------- | ------- | ------- | ------- | ----- | ------ | ------ | ------- | -------- | ------ | ------ | ------ | ------- | ---- | -------- |
| 1995年 | ウエストサリー・レーシング | ダラーラF395 | 無限・MF204 | A      | SIL1 2 | SIL2 4 | THR1 Ret | THR2 Ret | DON Ret | SIL DSQ | SIL Ret | DON1 11 | DON2 16 | OUL 1 | BRH1 3 | BRH2 6 | SNE1 20 | PEM1 Ret | PEM2 5 | SIL1 9 | SIL2 6 | THR Ret | 8位  | 81       |

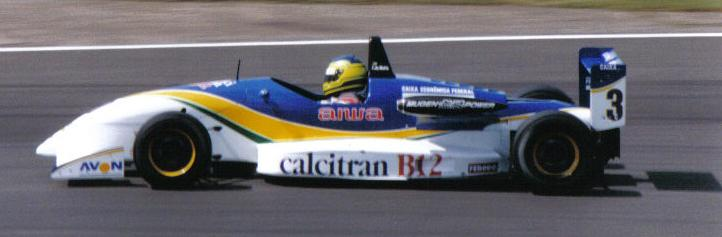
イギリスF3 シルバーストンを走るダ・マッタ (1995年)

- 太字はポールポジション、斜字はファステストラップ。(key)

### 国際F3000選手権
| 年     | チーム                   | シャシ         | エンジン            | 1     | 2     | 3     | 4       | 5       | 6      | 7     | 8     | 9       | 10      | 順位 | ポイント |
| ------ | ------------------------ | -------------- | ------------------- | ----- | ----- | ----- | ------- | ------- | ------ | ----- | ----- | ------- | ------- | ---- | -------- |
| 1996年 | パシフィック・レーシング | ローラ・T96/50 | ザイテック-ジャッド | NUR 9 | PAU 4 | PER 5 | HOC Ret | SIL Ret | SPA 10 | MAG 5 | EST 7 | MUG Ret | HOC Ret | 9位  | 7        |

(key)

### アメリカン・オープンホイール

#### インディ・ライツ
| 年     | チーム                               | 1      | 2     | 3     | 4      | 5      | 6     | 7      | 8      | 9      | 10    | 11    | 12    | 13    | 14     | 順位 | ポイント |
| ------ | ------------------------------------ | ------ | ----- | ----- | ------ | ------ | ----- | ------ | ------ | ------ | ----- | ----- | ----- | ----- | ------ | ---- | -------- |
| 1997年 | ブライアン・スチュアート・レーシング | MIA 21 | LBH 2 | NZR 1 | SAV 21 | STL 2  | MIL 4 | DET 26 | POR 5  | TOR 18 | TRO 4 | VAN 1 | LS 1  | FON 4 |        | 3位  | 141      |
| 1998年 | タスマン・モータースポーツ           | MIA 2  | LBH 1 | NZR 1 | STL 3  | MIL 10 | DET 2 | POR 20 | CLE 22 | TOR 15 | MIS 2 | TRO 1 | VAN 1 | LS 22 | FON 11 | 1位  | 154      |

- 太字はポールポジション、斜字はファステストラップ。(key)

#### CART/チャンプカー・ワールド・シリーズ
| 年     | チーム                           | シャシー        | エンジン   | 1      | 2       | 3       | 4       | 5       | 6       | 7       | 8       | 9       | 10      | 11      | 12      | 13      | 14      | 15      | 16      | 17     | 18     | 19      | 20      | 21    | 順位 | ポイント |
| ------ | -------------------------------- | --------------- | ---------- | ------ | ------- | ------- | ------- | ------- | ------- | ------- | ------- | ------- | ------- | ------- | ------- | ------- | ------- | ------- | ------- | ------ | ------ | ------- | ------- | ----- | ---- | -------- |
| 1999年 | アルシエロ＝ウェルズ・レーシング | レイナード・99i | トヨタ     | MIA 14 | MOT Ret | LBH Ret | NAZ 4   | RIO Ret | GAT Ret | MIL 11  | POR 11  | CLE Ret | ROA Ret | TOR Ret | MIC Ret | DET Ret | MDO 9   | CHI 14  | VAN 5   | LS Ret | HOU 11 | SRF Ret | FON Ret |       | 18位 | 32       |
| 2000年 | PPIモータースポーツ              | レイナード・2Ki | トヨタ     | MIA 12 | LBH Ret | RIO 4   | MOT 4   | NAZ 13  | MIL 14  | DET Ret | POR 5   | CLE 3   | TOR 4   | MIC Ret | CHI 1   | MDO Ret | ROA Ret | VAN 7   | LS 15   | GAT 4  | HOU 14 | SRF 4   | FON Ret |       | 10位 | 112      |
| 2001年 | ニューマン・ハース・レーシング   | ローラ・B01/00  | トヨタ     | MTY 1  | LBH 2   | FTW C   | NAZ 10  | MOT Ret | MIL Ret | DET 7   | POR 10  | CLE 7   | TOR Ret | MIC 4   | CHI 19  | MDO 10  | ROA 6   | VAN Ret | LAU Ret | ROC 3  | HOU 6  | LS Ret  | SRF 1   | FON 1 | 5位  | 140      |
| 2002年 | ニューマン・ハース・レーシング   | ローラ・B02/00  | トヨタ     | MTY 1  | LBH 8   | MOT 13  | MIL 11  | LS 1    | POR 1   | CHI 1   | TOR 1   | CLE 16  | VAN 12  | MDO 13  | ROA 1   | MTL 2   | DEN 3   | ROC 2   | MIA 1   | SRF 8  | FON 11 | MXC 2   |         |       | 1位  | 237      |
| 2005年 | PKVレーシング                    | ローラ・B02/00  | コスワース | LBH 10 | MTY 6   | MIL 11  | POR 1   | CLE 16  | TOR 17  | EDM 17  | SJO 10  | DEN 18  | MTL 6   | LAS 12  | SRF 19  | MXC 14  |         |         |         |        |        |         |         |       | 11位 | 139      |
| 2006年 | デイル・コイン・レーシング       | ローラ・B02/00  | コスワース | LBH 5  | HOU 9   | MTY 9   | MIL Ret |         |         |         |         |         |         |         |         |         |         |         |         |        |        |         |         |       | 13位 | 134      |
| 2006年 | ルースポート                     | ローラ・B02/00  | コスワース |        |         |         |         | POR 5   | CLE 14  | TOR 5   | EDM Ret | SJO 2   | DEN     | MTL     | ROA     | SRF     | MXC     |         |         |        |        |         |         |       | 13位 | 134      |

- 太字はポールポジション、斜字はファステストラップ。(key)

### F1
| 年     | チーム | シャシー | タイヤ | 1       | 2      | 3      | 4       | 5      | 6      | 7       | 8       | 9       | 10     | 11     | 12      | 13     | 14      | 15    | 16    | 17  | 18  | 順位 | ポイント |
| ------ | ------ | -------- | ------ | ------- | ------ | ------ | ------- | ------ | ------ | ------- | ------- | ------- | ------ | ------ | ------- | ------ | ------- | ----- | ----- | --- | --- | ---- | -------- |
| 2003年 | トヨタ | TF103    | M      | AUS Ret | MAL 11 | BRA 10 | SMR 12  | ESP 6  | AUT 10 | MON 9   | CAN 11  | EUR Ret | FRA 11 | GBR 7  | GER 6   | HUN 11 | ITA Ret | USA 9 | JPN 7 |     |     | 13位 | 10       |
| 2004年 | トヨタ | TF104    | M      | AUS 12  | MAL 9  | BHR 10 | SMR Ret | ESP 13 | MON 6  | EUR Ret | CAN DSQ | USA Ret | FRA 14 | GBR 13 | GER Ret | HUN    | BEL     | ITA   | CHN   | JPN | BRA | 17位 | 3        |

(key)

## エピソード
CARTチャンピオンを獲得した実績あるドライバーながら、その性格は謙虚・まじめな人物である。トヨタF1在籍時代には、チームメイトのオリビエ・パニスと並んで歩いていた時、駆け寄ってきたファンがパニスと一緒に写真が取りたいと希望し、ダ・マッタにカメラマンを頼んだ（ファンはダ・マッタであることに気づかなかった）。しかしダ・マッタは親切にも受け入れ、この役目をこなしてあげた。トヨタF1首脳陣は、この温厚なダ・マッタの性格を「闘争心がない」とあまり評価しなかったとされる。ブラジル出身男性ながらサッカーの経験がなく、2023年に故郷ミナスジェライス州の強豪アトレチコ・ミネイロの試合観戦の機会があった際には自身のSNSで「初めてスタジアムに入ったよ！」とファンに報告した。

## 参照
1. ↑  ダ・マッタ、F1へ! カーグラフィック 2002年11月5日
2. ↑  【トヨタF1】リカルド・ゾンタがレースドライバーに昇格 Response 2004年8月5日
3. ↑  元トヨタドライバー、離脱原因を暴露 TopNews 2021年9月21日
4. ↑  Primeira vez na Arena! Cristiano da Matta Instagram 2023年11月23日